# Еремеев, Дмитрий Павлович
Дмитрий Павлович Еремеев (1830—1894) — русский государственный деятель, симбирский гражданский губернатор (1869—1873), действительный статский советник.

## Биография
Из потомственных дворян Казанской губернии. Родился 6 февраля 1830 г. Воспитание получил в Школе гвардейских подпрапорщиков и кавалерийских юнкеров. По окончании школы 30 июня 1848 г.,  произведён в коллежские секретари. 
17 марта 1849 г. определён в Канцелярию Московского гражданского губернатора И. В. Капниста. 21 июня 1853 г. уволен от службы в чине коллежского асессора.
24 марта 1855 г. Д. П. Еремеев определён поручиком в Стрелковый полк Императорской фамилии. С декабря 1855 г. по март 1856 г. находился в составе действующей армии, но участия в боевых действиях на финальном этапе Крымской войны не принимал. 15 ноября 1857 г. уволен из военной службы с чином штабс-капитана.
С 18 апреля 1858 г. по февраль 1860 г. Д. П. Еремеев исполнял обязанности почётного смотрителя Козьмодемьянского уездного училища Казанской губернии. С мая 1861 г. по декабрь 1862 г. служил мировым посредником 1-го участка Свияжского уезда Казанской губернии. 18 декабря 1862 г. утверждён в должности Тетюшского уездного предводителя дворянства.
17 декабря 1865 г. причислен к МВД. В апреле 1866 г. командировался в г. Новочеркасск для участия в работе Комитета для составления положений о земских учреждениях в земле Войска Донского, а 28 сентября назначен сверхштатным чиновником особых поручений VI класса при министре внутренних дел П. А. Валуеве. С июля по ноябрь 1867 г. приглашался наказным атаманом Войска Донского генерал-лейтенантом А. Л. Потаповым.
30 августа 1867 г. Д. П. Еремеев был пожалован в звание камер-юнкера Высочайшего Двора.
В марте 1868 г. командирован в распоряжение генерал-губернатора Северо-Западного края генерал-адъютанта Э. Т. Баранова, где возглавил временную комиссию по крестьянским делам, состоящую при генерал-губернаторстве края. 22 ноября 1868 г. Д. П. Еремеев произведён «за отличие» в статские советники со старшинством. В декабре 1868 г. избран почётным мировым судьей Свияжского судебного округа.
2 ноября 1869 г. Высочайшим приказом по МВД Д. П. Еремеев был назначен исправляющим должность Симбирского гражданского губернатора. К исполнению обязанностей приступил с 6 февраля 1870 г. 1 января 1871 г. был утверждён в должности Симбирского гражданского губернатора, с производством в действительные статские советники. 
С деятельностью Еремеева Д. П. в Симбирской губернии связан целый ряд значительных преобразований и нововведений. В 1870 году были ликвидированы уездные удельные конторы, функции которых передавались Симбирской удельной конторе. 15 ноября 1870 г. открылся Симбирский окружной суд. 25 февраля 1871 г. начал действовать первый состав Симбирской городской думы, избранной на основании Городской реформы 1870 года.
19 января 1873 г. высочайшим указом Д. П. Еремеев уволен, согласно прошению, по домашним обстоятельствам от должности Симбирского губернатора, с причислением к МВД.
12 февраля 1873 г. откомандирован в распоряжение главного начальника III Отделения Собственной Его Величества Канцелярии графа Д. А. Шувалова.
В октябре 1889 г. проживал в г. Симбирске.
Скончался 11 января 1894 г. в г. Санкт-Петербурге. Погребён на Тихвинском кладбище Александро-Невской Лавры.

## Семья
Дмитрий Павлович был женат на Ольге Дмитриевне, урождённой Скуратовой. 
Сын — Георгий (Юрий) (1857 г. р.);
Дочери: 
- Мария (1854 г. р.), в замужестве за штабс-ротмистром А. Н. Терениным, братом М. Н. Теренина;

- Татьяна (1865 г. р.)[2].

## Награды и поощрения
- 14 августа 1870 г. удостоен Высочайше учреждённого знака отличия 24 ноября 1866 г. за поземельное устройство государственных крестьян.
- 16 декабря 1870 г., по докладу Министра юстиции графа К. И. Палена, Д. П. Еремееву объявлено Высочайшее благоволение «за содействие успеху судебного преобразования при открытии в Симбирской губернии новых судебных установлений».
- 17 сентября 1871 г. «Государь император Александр II, во время пребывания своего в гор. Симбирске, заметив в сем городе отличный порядок, чистоту и благоустройство, Высочайше повелеть соизволил объявить Д. П. Еремееву как Начальнику губернии Монаршее благоволение».
- 9 августа 1873 г. последовало Высочайшее соизволение на присвоение Д. П. Еремееву звания почётного гражданина Симбирска и Сызрани, а при Симбирской мужской классической и Мариинской женской гимназиях были учреждены именные стипендии Д. П. Еремеева.
- Имел ордена Святого Владимира 3-й степени и Святого Станислава 1-й степени[2].